# Ne Win

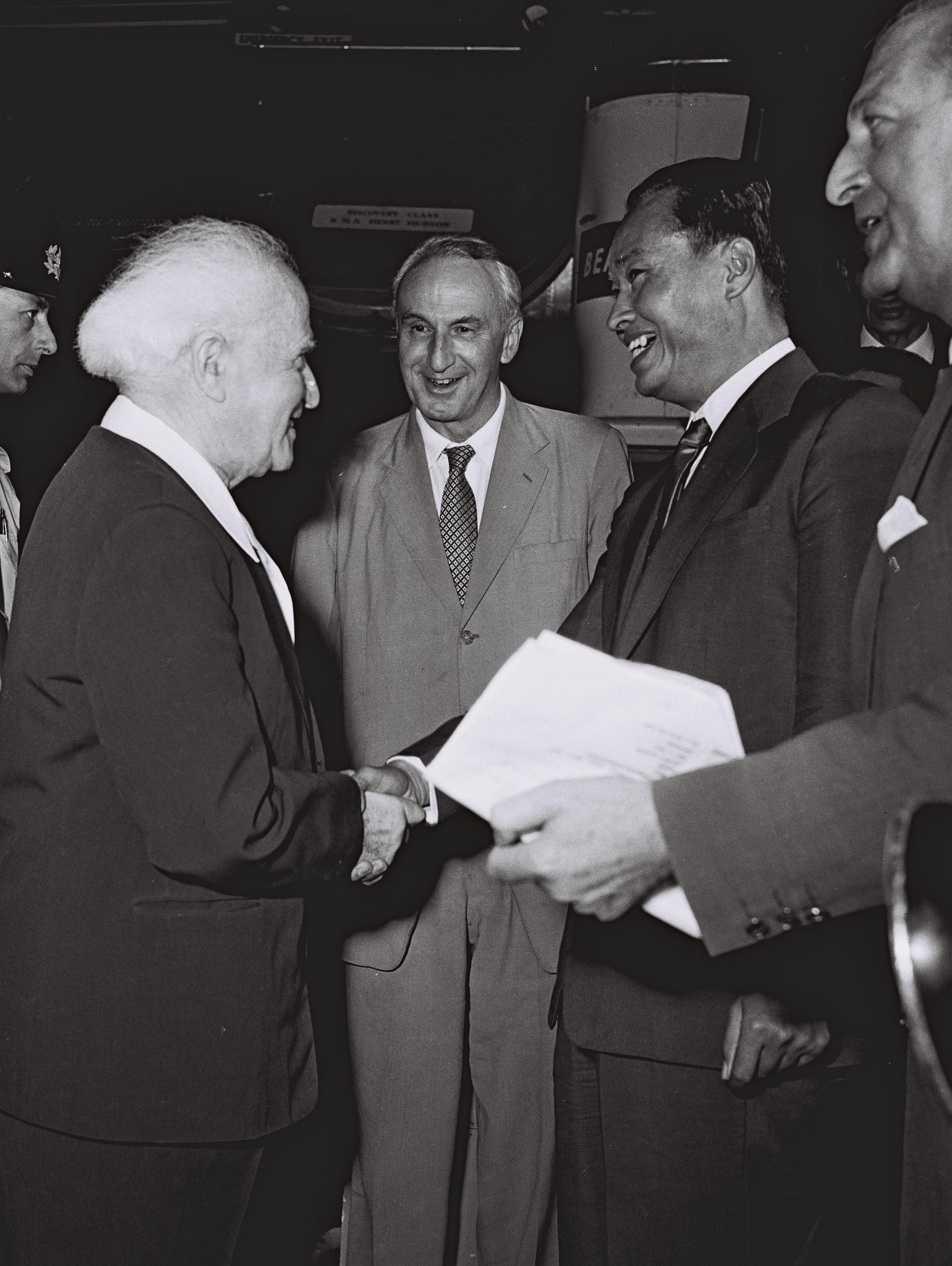
Ne Win mit David Ben-Gurion (1959)

General Ne Win (နေဝင်း; * 24. Mai 1911 in Paungdale (Bago-Division), Britisch-Indien; † 5. Dezember 2002 in Rangun) war ein birmanischer Offizier und Politiker. Er wirkte an der Unabhängigkeit des Landes mit und regierte von 1958 bis 1960 als Premierminister, bevor er als Oberbefehlshaber der Streitkräfte Myanmars seinen Konkurrenten U Nu 1962 mit einem Staatsstreich absetzte und das demokratische System dauerhaft abschaffte. Von 1962 bis 1974 war er als Vorsitzender des Revolutionsrates der Union Staatsoberhaupt, außerdem Premierminister; nach der Einführung einer neuen Verfassung wurde er von 1974 bis 1981 Präsident.
Zwischen 1962 und 1988 galt Ne Win als der „starke Mann“ des Landes, war Vorsitzender der von ihm gegründeten Einheitspartei Burma Socialist Programme Party und verfolgte den „Burmanischen Weg zum Sozialismus“ als sein Programm. Unter seiner Herrschaft begab sich Burma in einen streng isolationistischen Kurs. Im Zuge des heftigen 8888-Aufstandes trat er im Juli 1988 als Parteivorsitzender zurück, kündigte aber gleichzeitig blutige Gegenmaßnahmen des Militärs an.
Nachdem im August 1988 mit Maung Maung ein Zivilist aus den Reihen der BSPP ins Präsidentenamt gelangt war, riss das Militär im September 1988 unter Saw Maung in einem von Ne Win inszenierten Putsch wieder die Macht an sich. Dabei wurden jedoch die BSPP und das von Ne Win aufgebaute sozialistische System aufgelöst, an deren Stelle der bis 2011 ohne Verfassung regierende Staatsrat für Wiederherstellung von Recht und Ordnung sowie die Partei der nationalen Einheit traten. Spätestens ab 1998 schwand Ne Wins Einfluss auf die Militärregierung, und 2002 verstarb er schließlich, von der Öffentlichkeit unbemerkt, in Hausarrest.

## Die Kolonialzeit
Ne Win wurde als Shu Maung (Augapfel) in eine gebildete chinesische Familie der Mittelschicht in Paungdale, Pyay- (Prome-) Distrikt, etwa 320 km nördlich von Rangun, geboren. 1929 nahm er ein Studium der Medizin an der Universität von Rangun auf mit dem Ziel, Arzt zu werden. Er fiel jedoch bei den Prüfungen durch, verließ daraufhin die Universität im Jahre 1931 und arbeitete danach als Postangestellter. In den 1930er Jahren schloss er sich, eingefädelt durch seinen Onkel Thakin Nyi, der Bewegung Dobama Asiayone (We Burmans Association) an, zu der auch Aung San, der Begründer der Unabhängigkeit Birmas von Großbritannien, und U Nu, erster Ministerpräsident Burmas nach der Unabhängigkeit, gehörten. 1941 gehörte er mit diesen zu den Thirty Comrades, die zur militärischen Ausbildung nach Japan entsandt wurden. Während der Ausbildung auf der von Japan besetzten chinesischen Insel Hainan legte er sich den Decknamen Bo (Kommandeur) Ne Win (Strahlend wie die Sonne) zu. Er wurde führendes Mitglied der Burma Independence Army, die Anfang 1942 mit den Japanern in Birma einmarschierte, während die britischen Streitkräfte zurückwichen.
Die Aktionen der Japaner in Birma führten dazu, dass Nationalisten wie Birmanen immer mehr von der Invasionsmacht abfielen, und als sich der Zweite Weltkrieg dem Ende näherte, erhoben sie sich am 27. März 1945 nach dem erneuten Einmarsch der Briten gegen die Japaner.
Ne Win stellte flugs Kontakte zu den Briten her und erreichte in der ceylonesischen Stadt Kandy eine Übereinkunft mit Louis Mountbatten, dem Kommandeur der Alliierten in Südostasien, die die Verschmelzung der Burma Independence Army mit der von den Briten rekrutieren Armee der Minderheiten Birmas auf den Weg brachte. Nachdem in den Jahren 1946 und erneut 1948 kommunistische Separatisten-Gruppen aus dem Untergrund heraus gegen die Regierung zu operieren begannen, koordinierte Ne Win die Gegenmaßnahmen von der Stadt Pyinmana im Süden der Mandalay-Division aus.
Nach Erlangung der Unabhängigkeit von Großbritannien am 4. Januar 1948 erschütterten Aufstände der ethnischen Minderheiten und innerhalb der Armee das Land. Nachdem General Aung San 1947 ermordet worden war, wurde Anfang 1949 Ne Win Stabschef der Streitkräfte und begann mit ihrer Neustrukturierung. Dennoch blieb das Land gespalten und die Regierung unter Ministerpräsident U Nu ineffektiv.

## Die Diktatur
Nachdem U Nus Anti Fascist People's Freedom League auseinandergebrochen war und ein Misstrauensvotum gegen seine Regierung knapp scheiterte, beauftragte er am 27. Oktober 1958 Ne Win mit der vorläufigen Regierungsführung. Ne Win sorgte für Ordnung, und Beobachter stellten fest, dass das Land in der Zeit seiner „fürsorgerischen Regierung“ gut vorankam. Nach den Wahlen im Februar 1960 übergab Ne Win die Macht am 4. April dieses Jahres wieder an U Nu.
Keine zwei Jahre später, am 2. März 1962 unternahm Ne Win einen militärischen Staatsstreich und schickte U Nu für fünf Jahre ins Gefängnis. Um dem drohenden Zerfall der Union durch die anhaltenden Spannungen zwischen den ethnischen Minderheiten und der Zentralregierung entgegenzuwirken, errichtete er ein System aus extremem Nationalismus, Marxismus und Buddhismus und isolierte das Land nahezu vollständig vom Rest der Welt. Fast zehn Jahre lang konnten sich Ausländer höchstens 24 Stunden bis zu drei Tage im Land aufhalten – Anfang der 1970er Jahre wurden die Visa auf eine Woche verlängert. Die Abschottung gegenüber dem Ausland ging so weit, dass Birma im Jahre 1978 aus der Bewegung der blockfreien Staaten ausschied.
Die durchgreifenden Maßnahmen auf politischem und wirtschaftlichem Gebiet, die der Revolutionsrat unter Vorsitz von Ne Win durchsetzte, nannte er den „Birmanischen Weg zum Sozialismus“. Die Wirtschaft wurde verstaatlicht, Ausländer des Landes verwiesen, politische Aktivisten inhaftiert und Aufstände der ethnischen Minderheiten mit massiver militärischer Gewalt bekämpft. Seit der Unabhängigkeit entstanden die meisten Probleme mit dem Volk der Karen im Südosten des Landes. Diesen hatten die Briten noch vor der Unabhängigkeit Birmas Versprechungen im Hinblick auf einen eigenen Staat oder zumindest eine weitgehende Autonomie gemacht. 
Protest gegen Ne Wins Regierung wurde wirkungsvoll und mit aller Härte begegnet. Studentenaufstände am 7. Juli 1962 führten zur Erschießung Dutzender Studenten und zur Sprengung des Gebäudes des geschichtsträchtigen Studentenbunds der Ranguner Universität am darauffolgenden Tag. Der Studentenbund war vor der Unabhängigkeit das Zentrum des Widerstands gegen die Kolonialmacht gewesen, und viele Studentenführer, darunter auch Aung San und U Nu, hatten den Bund als Forum für Diskussion, Protest und politische Aktivitäten genutzt.

## Die sozialistische Republik
Nach Erarbeitung einer neuen Verfassung löste sich der Revolutionsrat auf. Am 4. Januar 1974 wurde die Sozialistische Föderative Republik Birma ausgerufen. Ne Win wurde Staatspräsident. 
Ne Wins Politik veranlasste viele Angehörige der gebildeten Teile der Arbeiterklasse, das Land zu verlassen. Die Auswirkungen dessen machen Birma noch heute zu schaffen. Die Politik der Abschottung gegenüber dem Ausland ruinierte die Wirtschaft. Die Bedürfnisse der Bevölkerung wurden durch Schwarzmarkt und wild wuchernden Schmuggel befriedigt, während die Zentralregierung langsam in den Bankrott abrutschte.
Am 5. September 1987 ließ Ne Win neue Banknoten zu 45 und 90 Kyat ausgeben und die gängigen Werte zu 25, 35 und 75 Kyat kompensationslos entwerten, um den Schwarzmarkt einzudämmen. 60 bis 80 Prozent des Vermögens der Bevölkerung waren dadurch schlagartig wertlos geworden. Dies führte zu Unruhen, die schließlich im Jahre 1988 blutig niedergeschlagen wurden. 
Auf dem Höhepunkt der Unruhen gegen die Einparteienherrschaft legte Ne Win am 23. Juli 1988 den Vorsitz der Burma Socialist Programme Party nieder, die seit dem 23. März 1964 einzige zugelassene Partei war. Das Amt des Staatspräsidenten hatte er bereits am 9. November 1981 an U San Yu abgegeben. Einst die „Reisschüssel Südostasiens“ tituliert, war Birma zu diesem Zeitpunkt eines der ärmsten Länder der Welt. Bereits 1987 war das Land von den Vereinten Nationen in die Liste der am wenigsten entwickelten Länder (englisch least developed countries) eingereiht worden. 
Der Aufstand gegen die Regierung hatte im März 1988 begonnen und gipfelte in seiner gewaltsamen Niederschlagung unter Ne Wins Nachfolger Sein Lwin am 8. August 1988. Als danach für einen Monat der Zivilist Maung Maung, der aber auch Parteimitglied war und an der Erarbeitung der Verfassung mitgewirkt hatte, vom Parlament zum Staatspräsidenten gewählt wurde, keimte kurz die Hoffnung auf eine Demokratisierung des Landes auf.

## Der Strippenzieher
Jedoch riss bereits am 18. September 1988 erneut eine Militärjunta unter General Saw Maung die Macht an sich und beendete den Volksaufstand brutal. Man geht davon aus, dass Ne Win aus dem „Ruhestand“ heraus die Fäden bei diesem Putsch gezogen hat. 
Über 10 Jahre blieb Ne Win, obwohl offiziell aus der Politik ausgeschieden, die „graue Eminenz im Hintergrund“, bei der sich die Mitglieder des Staatsrats für die Wiederherstellung von Recht und Ordnung (State Law and Order Restoration Council), wie sich die Junta nannte, Rat holten. Ab 1998, die Junta regierte nun unter dem Namen Staatsrat für Frieden und Entwicklung (State Peace and Development Council), begann Ne Wins Einfluss zu schwinden. Im Frühjahr 2002 bezichtigte die Junta Aye Zaw Win, den Ehemann von Ne Wins Tochter Sandar Win und ihre drei Söhne, ein Komplott zum Sturz der Militärregierung geplant zu haben und stellte Ne Win und Sandar Win am 7. März dieses Jahres unter Hausarrest. Während Ne Win im Hausarrest starb, wurde seine Tochter, nachdem die Verwahrungszeit abgelaufen war, am 12. Dezember 2008 auf freien Fuß gesetzt. Die mutmaßlichen Umstürzler wurden im September 2002 zum Tode verurteilt. Die Todesstrafe wurde jedoch bislang nicht vollzogen.
Mit der endgültigen Kaltstellung Ne Wins begann schließlich auch der Fall des späteren Premierministers Khin Nyunt, der – seit 1988 Mitglied der Junta – als sein Zögling gilt.

## Privates
Ne Win war offiziell fünfmal verheiratet und hatte mindestens fünf Kinder aus diesen Ehen. Der Tod seiner Lieblingsfrau Khin May Than alias Kitty Ba Than im Jahre 1972 war ein schwerer Schicksalsschlag. Dieser Ehe entstammt auch Sandar Win.
Wie auch heute noch in den höchsten Rängen der Militärregierung üblich, interessierte sich Ne Win für die Wahrsagerei. Viele seiner Entscheidungen fällte er nach astrologischen Prophezeiungen. Er hatte ein ausgeprägtes Interesse an der Numerologie. Seine Glückszahl soll 9 gewesen sein, weswegen es im Jahre 1987 zu den ungewöhnlichen Banknotenwerten von 45 und 90 Kyat kam, beide durch 9 teilbar.
Ne Win starb 91-jährig am 5. Dezember 2002 in seinem Haus am Inya-See in Rangun. Sein Tod fand weltweit keine Beachtung, er erhielt kein Staatsbegräbnis, an der Trauerfeier nahm nicht einmal ein Vertreter der Militärjunta teil. Nur etwa 30 Personen wohnten der Zeremonie bei, die bereits am Mittag seines Todestags stattfand, darunter seine Tochter Sandar Win, deren Hausarrest hierfür ausgesetzt worden war. Sie zerstreute Ne Wins Asche später in den Rangun-Fluss.